# Галлямов, Абдрахман Абдрахимович
Абдрахман Абдрахимович Галлямов (баш. Абдрахман Әбдрәхим улы Ғәлләмов; 15 октября 1926, Кусеево, Башкирская АССР — 19 февраля 1989, Уфа) — педагог-методист, языковед. Кандидат педагогических наук (1967), Заслуженный учитель школы Башкирской АССР (1967).

## Биография
Галлямов Абдрахман Абдрахимович родился 30 июля 1920 года в селе Кусеево (ныне — в Баймакском районе Башкортостана).
В 1947 году окончил Башкирский педагогический институт имени К. А. Тимирязева (ныне Уфимский университет науки и технологий).
Работал учителем в школах Баймакского района и города Сибай, а также в Белорецком педагогическом училище.
С 1958 года являлся сотрудником Башкирского института усовершенствования учителей.
С 1968 года преподавал в Башкирском государственном университете (ныне Уфимский университет науки и технологий).

## Научная деятельность
Главным трудом Галлямова считается — «Әлифба» («Букварь»). По данному учебному пособию около 30 лет велось обучение в башкирских школах.
Абдрахман Галлямов разработал учебно-методические комплексы по башкирскому языку для начальных классов, а также им были составлены первый в Башкирской АССР сборник дидактических материалов по развитию речи. В 1974 году была выпущена фонохрестоматия по башкирскому языку и литературе, которая состояла из 54 пластинок.
Абдрахман Галлямов является автором более 40 учебно-методических работ, среди которых — учебники для педагогических училищ и начальных классов башкирских школ.

## Награды
- Заслуженный учитель школы Башкирской АССР (1967)

## Память
- С 1997 года в Баймакском районе ежегодно проводится конкурс учителей на приз имени Абдрахмана Галлямова.
- В Уфе на доме, где жил А. Галлямов, и на здании школы села Кусеево установлены мемориальные доски в его честь.